# Pierrette Fleutiaux
Pour les articles homonymes, voir Fleutiaux.
Pierrette Fleutiaux, née le 9 octobre 1941 à Guéret dans la Creuse et morte le 27 février 2019 à Paris, est une écrivaine française, lauréate du prix Femina 1990 pour Nous sommes éternels.

## Biographie

### Famille et formation
Pierrette Fleutiaux est née à Guéret, où son père dirige l'école normale primaire. Sa mère est professeure de sciences naturelles. Elle passe une partie de son enfance dans la ferme de ses grands-parents. Elle fait ses études à Limoges, Poitiers, Bordeaux, puis à la Sorbonne où elle obtient l'agrégation d'anglais.

### Parcours littéraire
De 1968 à 1975 elle vit à New York où elle est correctrice à l'agence littéraire Meredith, mannequin au Garment Center, traductrice pour l'ONU et professeure au lycée français. C'est à New York qu'elle commence à écrire d'abord en anglais puis en français. Anne Philipe édite chez Julliard son premier roman, Histoire de la Chauve-souris, en 1975. Suivront d'autres livres, Histoire du tableau et La Forteresse, notamment.
En 1985, Pierrette Fleutiaux publie Métamorphose de la reine, réécriture féministe et anachronique des contes de Perrault. Suivront entre autres : Nous sommes éternels, roman pour lequel elle obtient le prix Femina, et L'Expédition, roman qui revisite les récits des grands voyageurs du XVIIIe siècle inspiré par l'histoire de l'île de Pâques.
En 2003, elle publie Des phrases courtes ma chérie, récit qui évoque le vieillissement de sa mère qui lui conseillait d'écrire des phrases brèves « pour toucher un public plus large ». La Saison de mon contentement est écrit à l'occasion de la campagne électorale de Ségolène Royal. Après la mort d'Anne Philipe qui fut sa première éditrice, elle publie en 2010 Bonjour Anne, chronique d'une amitié, où elle lui rend hommage. Avec la naissance de sa première petite-fille, elle évoque dans Loli le temps venu ses sentiments.
Administratrice de la Société des gens de lettres, elle en est la vice-présidente aux affaires culturelles de 2013 à 2014 et la vice-présidente de 2014 à 2017.

### Vie privée
Pierrette Fleutiaux est mariée avec Alain Wagneur.

#### Mort
Elle meurt à l'âge de 77 ans le 27 février 2019 à Paris et est inhumée au cimetière du Père-Lachaise (division 75) dans la même ville.

### Distinctions
- Officière de l'ordre des Arts et des Lettres[6]

## Œuvre

### Ouvrages
- Histoire de la chauve-souris, Paris, Julliard, 1975  (ISBN 2-07-038360-1)
- Histoire du gouffre et de la lunette, Paris, Julliard/Actes Sud, 1976
- Histoire du tableau, Paris, Gallimard, 1977  (ISBN 2-07-038361-X)
- La Forteresse, Paris, Julliard, 1979, épuisé
- Les Étoiles à l’envers, Arles, Actes Sud, 19xx
- Métamorphoses de la reine, Paris, Gallimard, 1985  (ISBN 2-07-038273-7)
- Nous sommes éternels, Paris, Gallimard, 1990  (ISBN 2-07-038548-5). Traduit en anglais en 1994 chez Little Brown
- Sauvée, Paris, Gallimard, 1993  (ISBN 2-07-073419-6)
- Allons-nous être heureux, Paris, Gallimard, 1994  (ISBN 2-07-040080-8)
- Mon frère au degré X, Paris, École des loisirs, 1995
- Trini fait des vagues, Paris, Gallimard, 1997  (ISBN 2-07-059464-5)
- La Maison des voyages (en collaboration avec Alain Wagneur), Gallimard, coll. « Page Blanche », 1997
- Trini à l’île de Pâques, Paris, Gallimard, 1999  (ISBN 2-07-052820-0)
- L’Expédition, Paris, Gallimard, 1999  (ISBN 2-07-041430-2)
- Des phrases courtes, ma chérie, Arles, Actes Sud, 2001, 2003  (ISBN 2-7427-4225-5)
- Le Cheval Flamme, Paris, Calmann-Levy et RMN  (ISBN 2-7427-5932-8)
- Les Amants imparfaits, Arles, Actes Sud, 2005  (ISBN 978-2-7427-6534-8)
- Les Étoiles à l'envers, New York photoroman, photographies de J.S. Cartier, Actes Sud, 2006
- L’Os d'auroch, illustrations de Cristine Guinamand, Éditions du Chemin de fer, 2007  (ISBN 978-2-916130-08-8)
- Neuf leçons de littérature, Paris, avec Michel Butor, Chloé Delaume et Hédi Kaddour, Éditions Thierry Magnier, 2007, 187 p. (ISBN 978-2-84420-540-7)
- La Saison de mon contentement, Arles, Actes Sud, 2008, 404 p. (ISBN 978-2-7427-7380-0)
- Bonjour, Anne : Chronique d'une amitié, Arles, Actes Sud, 2010, 235 p. (ISBN 978-2-7427-8942-9)
- Loli le temps venu, Paris, Éditions Odile Jacob, 2013  (ISBN 978-2-7381-3025-9)
- Destiny, Arles, Actes Sud, 2016  (ISBN 978-2-330-06053-4)

### Livrets d'opéra
- 1989 : La Femme de l'ogre : opéra radiophonique de Monic Cecconi-Botella pour Radio-France sur un livret de l'auteur, d'après une nouvelle extraite de Métamorphoses de la reine (Gallimard).
- 2018 : Nous sommes éternels : musique de Pierre Bartholomée sur un livret de Jérôme Fonty et Pierrette Fleutiaux, d'après le roman éponyme (Gallimard). Création à l'opéra-théâtre de Metz Métropole. Direction musicale : Patrick Davin, mise en scène : Vincent Goethals.

### Récompenses
- 1977 : prix Marie-Claire femmes pour Histoire du tableau
- 1985 : prix Goncourt de la nouvelle pour Métamorphoses de la reine[6]
- 1985 : prix Alice-Louis-Barthou de l’Académie française pour Métamorphoses de la reine
- 1990 : prix Femina pour Nous sommes éternels[3]
- 1997 : prix des jeunes lecteurs de Valenciennes pour Trini fait des vagues
- 1997 : prix Lire au collège pour La Maison des voyages
- 2017 : prix des lycéens et apprentis de la région Auvergne-Rhône-Alpes